# Hemigrammus bellottii
Hemigrammus bellottii és una espècie de peix de la família dels caràcids i de l'ordre dels caraciformes.

## Morfologia
- Els mascles poden assolir 2,6 cm de llargària total.[2]

## Alimentació
Menja larves d'insectes aquàtics (tricòpters, quironòmids i efemeròpters) i formigues que cauen a l'aigua.

## Hàbitat
Viu a àrees de clima tropical.

## Distribució geogràfica
Es troba a Sud-amèrica: conques dels rius Solimões,  Negro i Maroni.